# Marlene Dumas
Marlene Dumas (Città del Capo, 3 agosto 1953) è un'artista e pittrice sudafricana residente nei Paesi Bassi.

## Biografia
Nata nel 1953 a Kuils River, Marlène Dumas ha studiato all'Università di Città del Capo dal 1972 al 1975 e nel 1976, a 23 anni, si è trasferita nei Paesi Bassi con una borsa di studio dove iniziò gli studi artistici presso gli Ateliers '63 di Haarlem. In seguito si iscrisse alla facoltà di psicologia dell'Università di Amsterdam, prima di esporre le sue opere per la prima volta a Parigi nel 1979. Tre anni più tardi fu invitata a partecipare a documenta VII a Kassel e prese parte alla mostra "Dal concetto all'immagine" organizzata a Parigi al Musée d'Art Moderne de la Ville nel 1994. Il suo lavoro fu poi celebrato nell'ambito di Féminin-Masculin, le sexe de l'art e nella galleria d'arte grafica del Centre Pompidou nel 2001, che presentò una retrospettiva dedicata al suo lavoro su carta. I suoi dipinti e disegni esplorano temi diversi come la storia dell'arte e della letteratura, la sessualità, il razzismo, l'Africa, la religione, così come i concetti di colpa e perdono, sono concetti ricorrenti, come dimostra "Jesus Serene", una serie di ventuno ritratti di Cristo o in "Black Jesus Man". Inoltre, è da una prospettiva sociale e di genere che Marlène Dumas dipinge nudità, ma anche ritratti di bambini malati o corpi abusati, traendo ispirazione da riviste e cartoline. Spesso essenziali, le sue opere rivelano il corpo umano in tutta la sua poesia e decadenza. Nel 2015, Marlène Dumas ha presentato una mostra personale alla Tate Modern e alla Fondation Beyeler di Basilea. Nel 2022 ha esposto un centinaio di dipinti a Palazzo Grassi a Venezia. .
Il 14 maggio 2025, il suo dipinto Miss January, dipinto nel 1997, è stato venduto per 13,6 milioni di dollari da Christie's durante un'asta a New York, diventando l'opera più costosa mai venduta da un'artista donna vivente. Fra i suoi allievi si segnala il britannico Thomas Houseago. Vive e lavora ad Amsterdam. A chi le faceva notare che non poteva essere sia sudafricana che olandese ha spiegato: " ... Ma non voglio essere entrambe le cose, voglio essere di più".

## Lavori
Spesso si basa su fonti fotografiche tratte dal suo vasto archivio di polaroid e immagini ritagliate da giornali, riviste e libri d'arte accuratamente selezionate, decontestualizzate in modo da renderle irriconoscibili dall'originale. Marlene Dumas dipinge anche ritratti di bambini e scene erotiche con l'intento esplicito di turbare il mondo dell'arte contemporanea.
Ha lavorato spesso con studenti, sottolineando che "insegnare è molto importante, non solo perché insegno ai ragazzi cose, ma soprattutto perché instauriamo un dialogo, da cui emerge cosa vuoi realmente. Le cose emergono. Credo ancora nel dialogo Socratico. L'arte è davvero qualcosa che si impara stando in mezzo alla gente."
Nel 2007 ha partecipato alla LII edizione dell'Esposizione internazionale d'arte di Venezia, nel Padiglione africano. La mostra Check List Luanda Pop, vide l'esposizione di opere che provengono dalla Collezione Sindika Dokolo, la prima collezione privata africana di arte contemporanea creata cinque anni fa a Luanda (Angola).
La sua principale mostra in un importante museo americano, una retrospettiva dal titolo Measuring Your Own Grave, si è conclusa a settembre 2008 al Museum of Contemporary Art di Los Angeles.
Il suo lavoro è caratterizzato da una tavolozza cromatica ampia, fatta di colori cupi alteranti a pastelli e a colori fluo.

## In Italia
- MAXXI sez. d'arte figurativa, di Roma dal 22 giugno 2018 al 14 ottobre 2018.[9]
- Mostra "open-end" a Palazzo Grassi a Venezia una delle esposizioni più significative del 2022 durata dal 27 marzo 2022 al 8 gennaio 2023.[10]